# متیو رایان (سوارکار)
متیو رایان (به انگلیسی: Matthew Ryan) ورزشکار مرد رشتهٔ سوارکاری اهل کشور استرالیا است. وی در بین سال‌های ‎۱۹۹۲ تا ۲۰۰۰ میلادی در مسابقات بازی‌های المپیک تابستانی در مجموع ۳ مدال طلا را کسب کرد.